# 도미티아누스 경기장

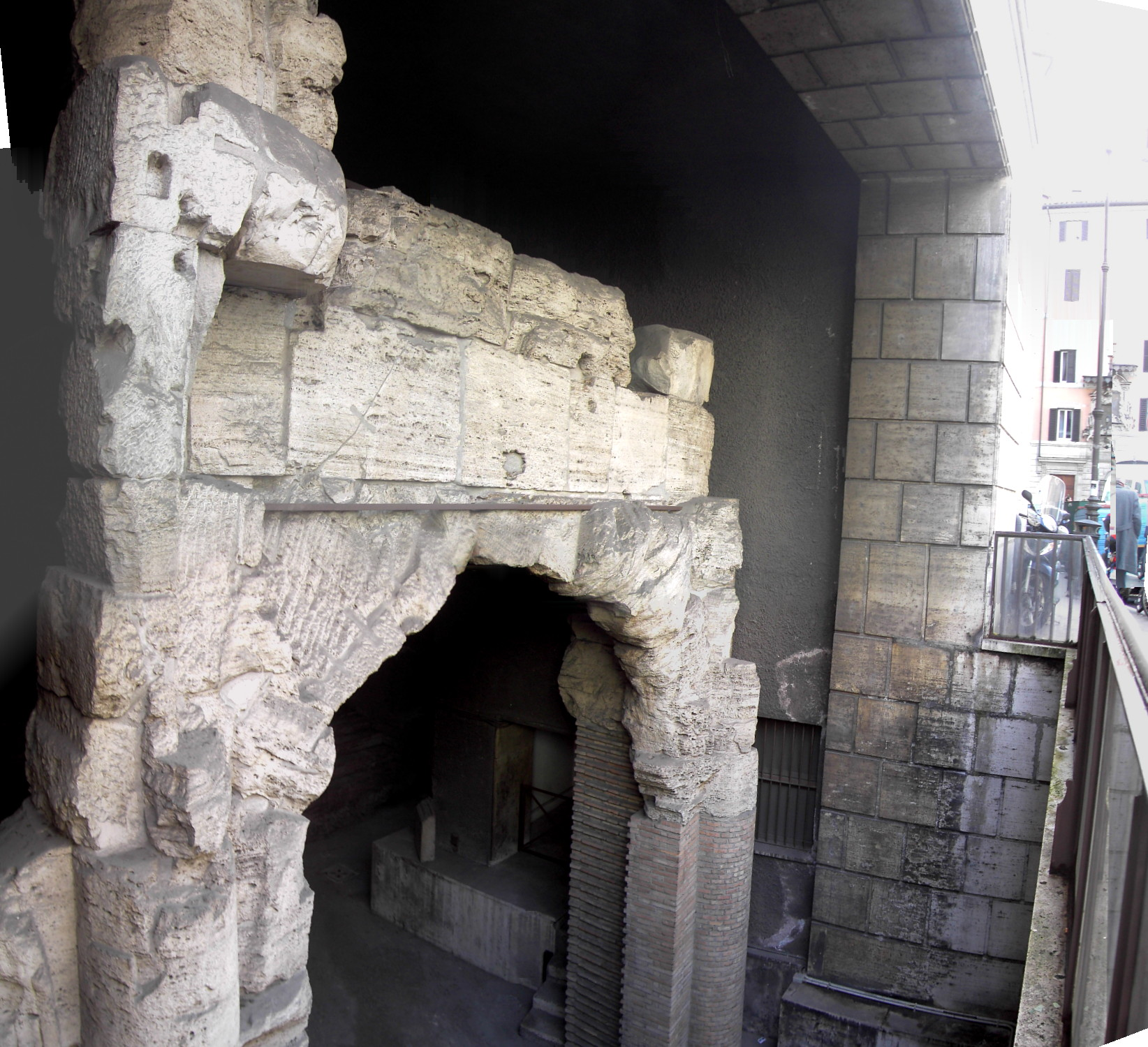
도미티아누스 경기장

도미티아누스 경기장(이탈리아어: Stadio di Domiziano)은 이탈리아 로마 캄푸스 마르티우스에 있는 역사적 건축물이다. 이 경기장은 기원후 80년경에 황제 도미티아누스가 로마 시민들에게 선물로 건설했으며 거의 운동 경기에 사용되었다. 기독교 전통에 따르면 아녜스가 그곳에서 순교했다.
현재 경기장의 필드 부분이 나보나 광장이 되었다.